# Franciszek Strzyż
Franciszek Strzyż (ur. 4 października 1876 w Żyrowej, zm. 3 czerwca 1942 w Goduli) – ksiądz katolicki, wikariusz generalny diecezji katowickiej, prałat domowy Jego Świątobliwości.
Święcenia kapłańskie przyjął 23 czerwca 1902 we Wrocławiu z rąk kard. Georga Koppa. Pierwszą jego placówką duszpasterską była parafia mariacka w Katowicach, następnie otrzymał dekret na wikariusza w parafii Wniebowzięcia NMP w Raciborzu. 11 października 1910 r. został ustanowiony kuratusem w Goduli w Parafii Ścięcia Świętego Jana Chrzciciela. Po utworzeniu diecezji katowickiej, został mianowany 1 sierpnia 1925 r.  – proboszczem. Był narodowości niemieckiej, lojalnym wobec biskupa Stanisława Adamskiego. 8 stycznia 1940 został mianowany w  miejsce biskupa Juliusza Bieńka wikariuszem generalnym diecezji katowickiej. Ks. Franciszkowi Strzyżowi nie udało się uratować duchowieństwa śląskiego przed represjami i deportacjami ze strony okupanta hitlerowskiego. Dla podniesienia prestiżu jego stanowiska został 19 listopada 1940 r., na prośbę biskupa Stanisława Adamskiego, mianowany prałatem, a 22 listopada 1940 r. kanonikiem honorowym kapituły katedralnej w Katowicach oraz radcą ordynariatu. Bezpośrednim powodem śmierci miała być wiadomość o planach konfiskaty budynku kurii katowickiej. Jego pogrzeb odbył się na cmentarzu parafialnym w Goduli 5 czerwca 1942 r.